# Uapaca bojeri
Uapaca bojeri es una especie de planta fanerógama perteneciente a la familia Phyllanthaceae. Es originaria de Madagascar

## Descripción
Tapia es un árbol que puede crecer de 10 a 12 metros (33 a 39 pies) de altura, pero por lo general se mantiene entre 3 y 5 metros (9,8 a 16,4 pies). Las hojas son alternas y esclerófilas. La corteza es gruesa y surcada. El árbol es monoico; sus flores aparecen de marzo a septiembre. Las flores masculinas tienen cinco estambres y cinco tépalos, y se agrupan en bolas densas con un involucro de 7 a 8 brácteas. Las inflorescencias femeninas se reducen a una flor con ovario trilocular, rodeada de brácteas. Las frutas son drupas de 2 a 3 centímetros (0,79 a 1,18 pulgadas) de diámetro, de color verde a amarillo y marrón cuando están maduras. Contienen un mesocarpio comestible dulce y pegajoso y tres semillas.

## Usos
Los árboles de tapia y los bosques que forman son utilizados para varios propósitos por las comunidades locales. Los frutos comestibles se recogen una vez caídos,  ya que tradicionalmente debido a un tabú se prohíbe arrancarlos directamente del árbol. Las frutas no solo se consumen en los hogares locales, sino que también se comercializan. 
Igualmente los capullos del gusano de seda tapia (Borocera cajani) (en malgache landibe) también se recolectan y utilizan para la producción de seda; que tradicionalmente es utilizada para los sudarios funerarios. Esta seda salvaje tiene igualmente una importancia en el mercado local.

## Taxonomía
Uapaca bojeri fue descrito por Henri Ernest Baillon y publicado en Adansonia 11: 176–177. 1874.
Sinonimia
- Chorizotheca macrophylla Heckel
- Uapaca clusiacea Baker[2]